# Races et racisme
Races et racisme est une revue scientifique française (1937-1939) fondée par Paul Rivet, directeur du musée de l'Homme et dont le comité directeur comprenait notamment Célestin Bouglé, Maurice Leenhardt, René Maunier.

## Description
Le Groupement d'étude et d'information Races et Racisme publie le bulletin bimestriel entre janvier 1937 et décembre 1939. Pour Régis Meyran, le noyau dur de la revue est composé de Paul Rivet, Jacques Millot, Eugène Schreider, Edmond Vermeil, et Maurice Vanikoff. Paul Weindling (en) souligne qu'il s'agit d'une revue anti-raciste fondée pour « contrer l'idée de la supériorité raciale nordique et pour créer un front à la fois scientifique et populaire contre l’idéologie des races ». Carole Reynaud-Paligot tempère en rappelant que bien qu'étant résolument anti-antisémites, certains de ses membres restaient convaincus de l'infériorité de la « race noire ».
Régis Meyran, analysant en détail le contenu de la revue, montre qu’elle permet d’identifier les limites scientifiques du concept de race : en effet, dans les colloques scientifiques comme le Congrès international de la population (1937), certains rejettent le bien-fondé de la notion, et personne ne réussit à s’entendre sur une définition univoque de la race. En outre, même ses plus zélés promoteurs reconnaissent l’inefficacité des outils conceptuels permettant la classification de l’humanité en races. Par ailleurs, si les différents contributeurs sont tous unis pour condamner les théories raciales nazies, ils restent pétris de contradictions : certains d’entre eux, notamment les promoteurs d’un eugénisme antiraciste, critiquent le racisme du régime nazi, mais trouvent que sa mise en œuvre d’une politique d’hygiène raciale visant à éliminer les « déficients » est « audacieuse » et soulève « un intérêt passionné » partout dans le monde. D’autres, tout en montrant l’absurdité de l’idée d’une pureté de la « race aryenne » (et affirmant que celle-ci n’existe pas), en viennent à prétendre que les Juifs allemands sont d’un type « plus pur » que les autres Allemands.